# Garagem Hermética

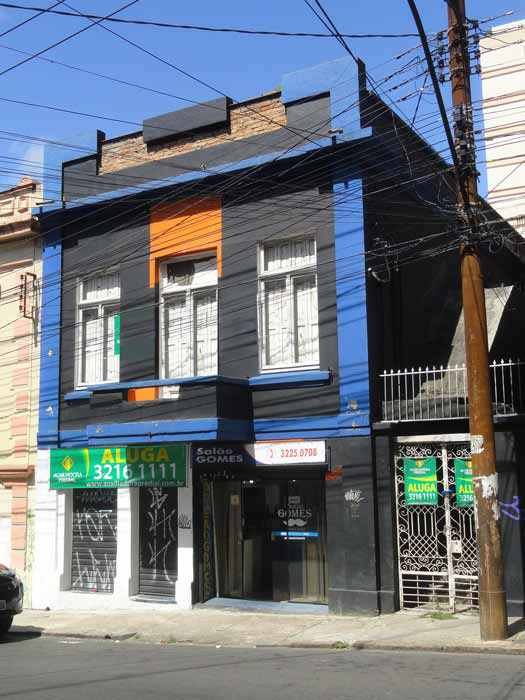
Prédio onde antigamente funcionou a Garagem Hermética

O Garagem Hermética foi um bar e casa de shows de Porto Alegre, no Brasil, localizado entre os bairros Bom Fim e Independência, na Rua Doutor Barros Cassal, 386.
Foi fundado em 1992 por Leo Felipe e Ricardo Kudla, e foi gerenciado por eles até 2000, quando foi vendido para Fernando Nazer. O local foi conhecido por promover festas focadas no mundo do rock alternativo, onde passaram centenas de bandas. O Garagem (como era conhecido por seus frequentadores) fazia parte do circuito underground e apresentava decoração temática, com capas de revistas e posters dispostos pelas paredes. Era frequentado por um público bem variado, segmentado para os rockeiros. Sempre com shows de rock o Garagem Hermética ainda mantinha diversos projetos de cunho social. Foi fechado em 2013 após 21 anos de existência.
Ainda em 2013, Leo Felipe lançou o livro A Fantástica Fábrica, que conta a história do seu famoso bar. Segundo Daniel Feix, em matéria para a Zero Hora, "as memórias do 'Velho Garagem' envolvem sexo, drogas e bebedeiras vivenciadas por pelo menos duas gerações de jovens cheios daquela energia que [Leo] sintetiza simplesmente como 'roquenrol'. [...] Artistas, cineastas, músicos, estudantes e quem mais tivesse um dedinho do pé no underground, na Porto Alegre da década de 1990, tem alguma história envolvendo o casarão da Barros Cassal". Fernando Rosa, editor da revista Senhor F, disse que o bar foi "uma das lendas urbanas do rock porto-alegrense e, mesmo, do rock nacional". A atriz Cléo de Páris deixou um eloquente depoimento sobre a atmosfera do Garagem e o significado que ele assumiu tanto para a população que o frequentou quanto para a cultura local:
"O Garagem Hermética não foi só um bar; foi um vulcão com lavas incandescentes que nos presenteou com nosso melhor e nosso pior, na condição de artistas inquietos e malucos. Éramos pura poesia; poesia sublime e poesia dos calabouços. Éramos pura beleza; beleza mágica e beleza das trevas. O Garagem nos fez desbravadores de um espaço além mídia, além conformismo, além comercial de margarina. Foi lá que revolucionamos e nos revolucionamos, nos pensamentos e nas atitudes, dando a cara a tapa sempre. Lá, no meio daquelas paredes inadequadas, fomos deuses, visionários e pessoas comuns".